# Trissolcus oobius
Trissolcus oobius is een vliesvleugelig insect uit de familie van de Scelionidae. De wetenschappelijke naam van de soort is voor het eerst geldig gepubliceerd in 1972 door Kozlov.